# اسپرینگفیلد (ایلینوی)
اسپرینگفیلد (به انگلیسی: Springfield) مرکز و سومین شهر بزرگ ایالت ایلینوی آمریکاست.

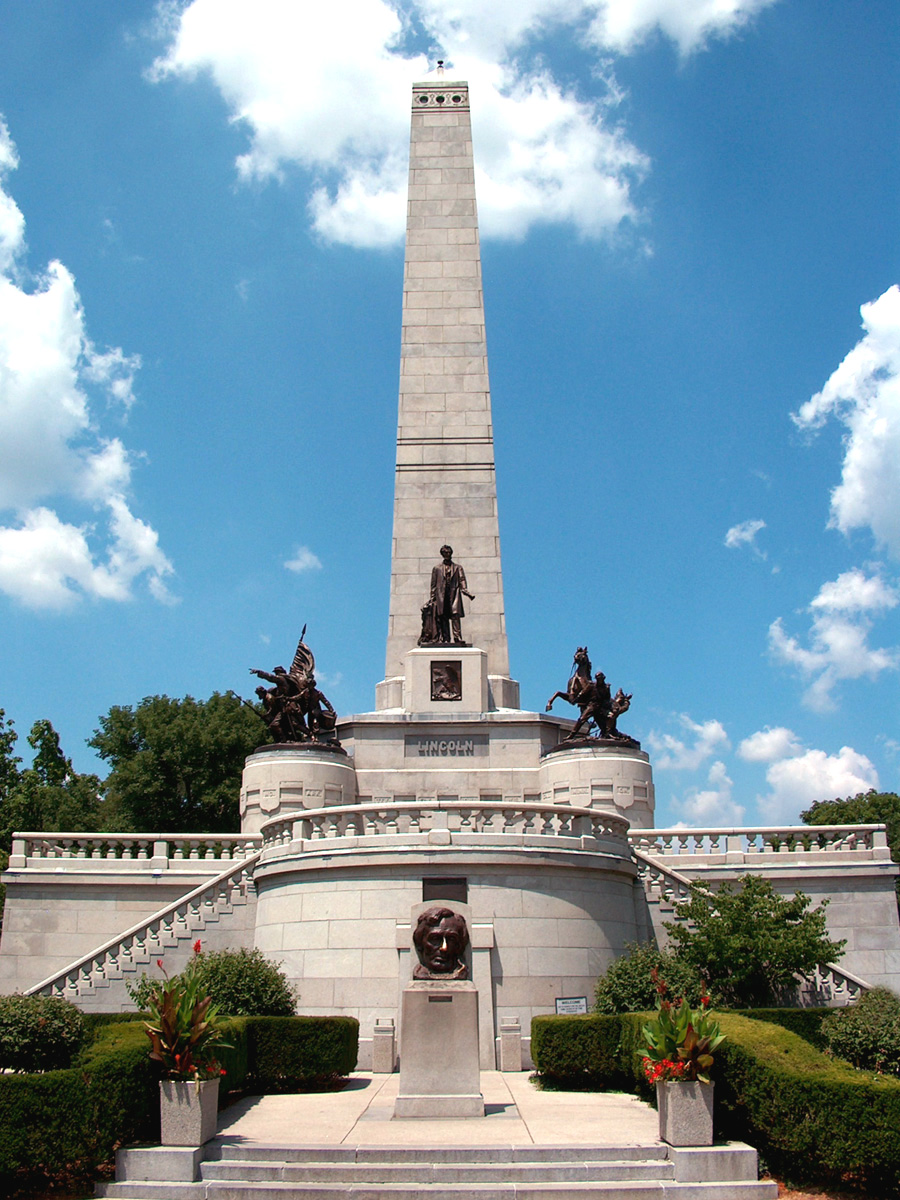
آرامگاه آبراهام لینکلن در شهر اسپرینگ فیلد